# واینگارتن (بادن)
واینگارتن (به آلمانی: Weingarten) یک شهر در آلمان است که در کارلسروهه واقع شده‌است. واینگارتن ۹٬۶۸۶ نفر جمعیت دارد.

## خواهرخوانده
شهرهای Liverdun، السا د منتسرات و برست، بلاروس خواهرخوانده‌های واینگارتن (بادن) هستند.

## نگارخانه

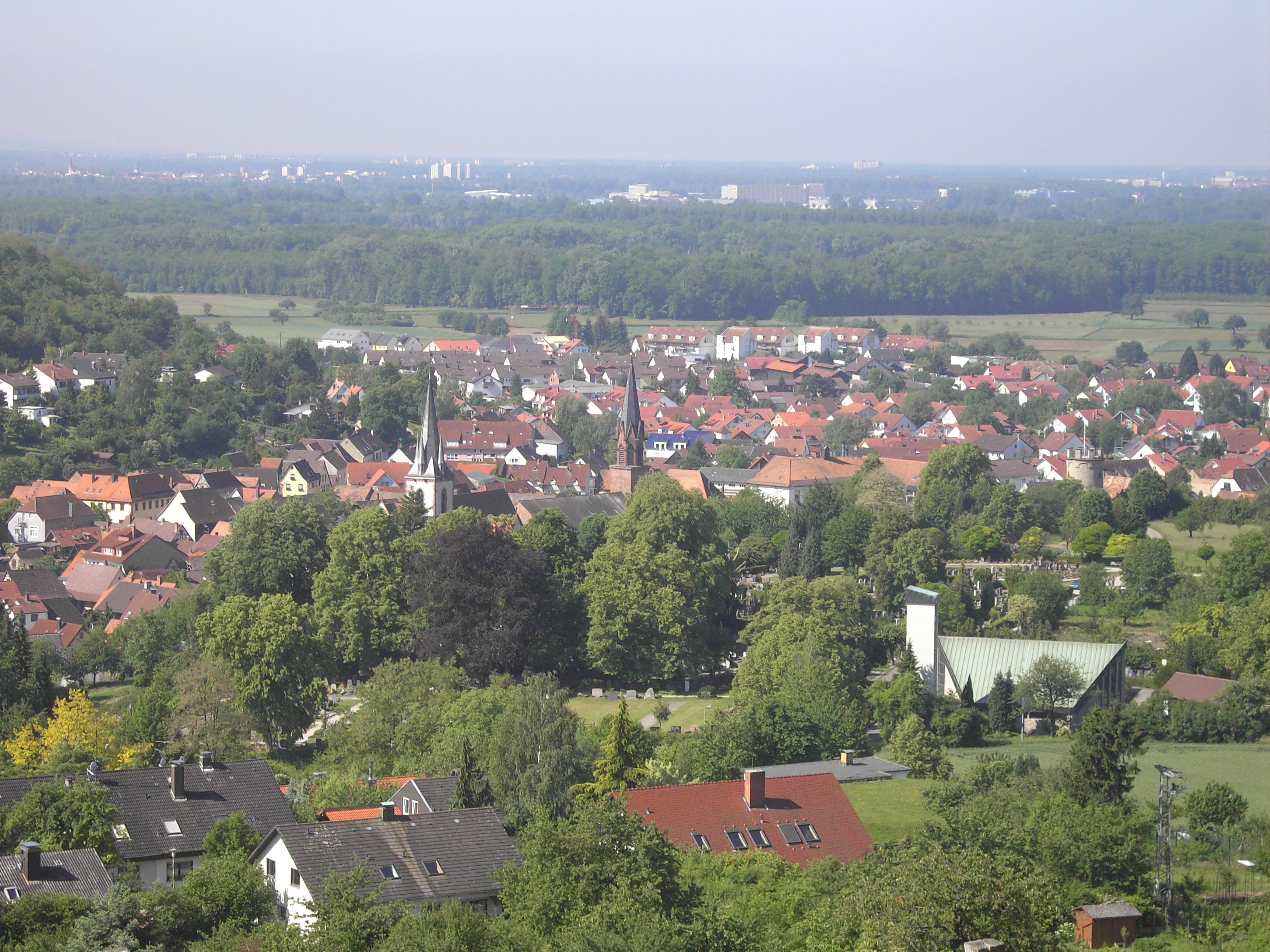
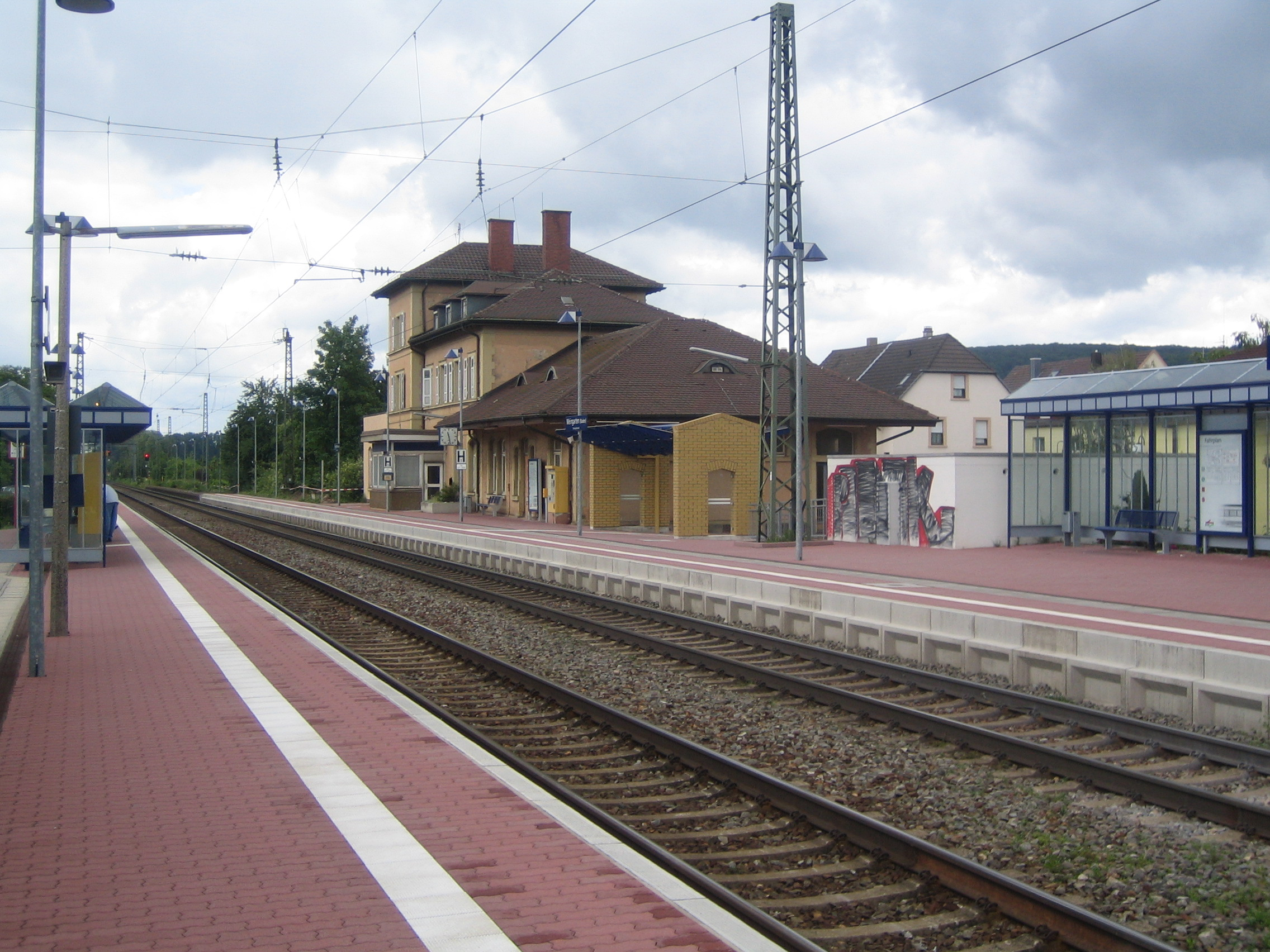
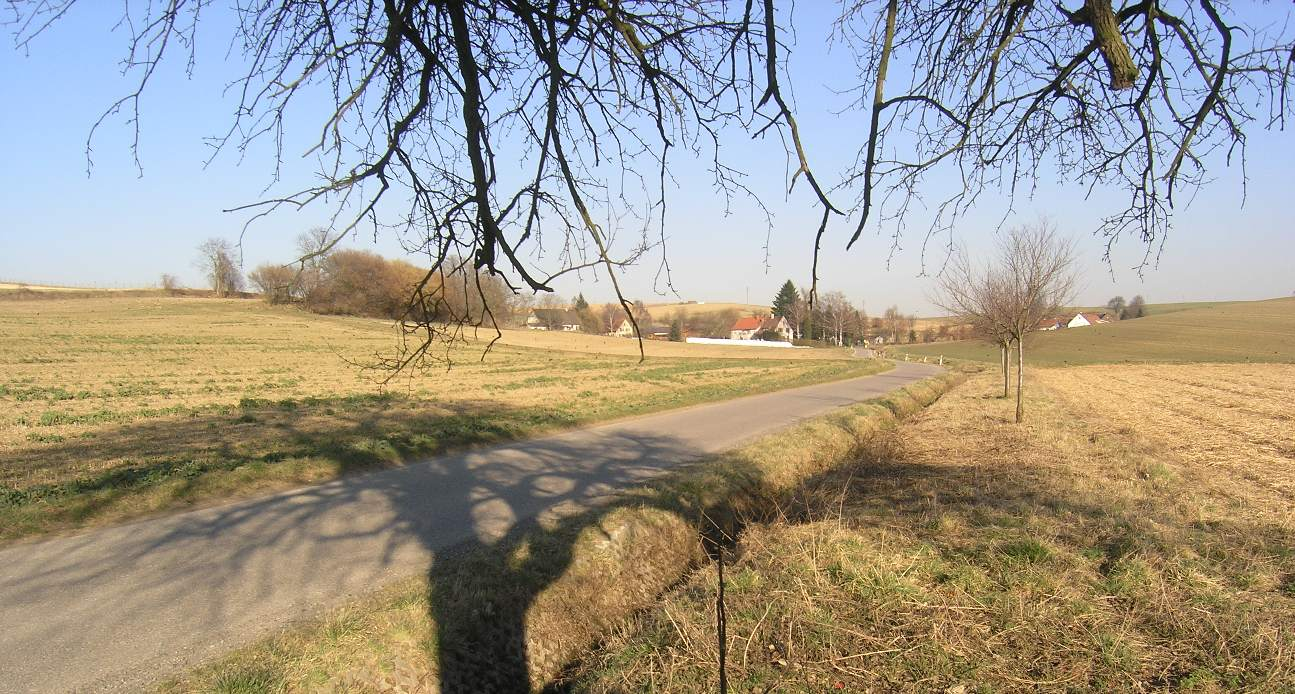